# اسنوکی
نیکول الیزابت لاوال (به انگلیسی: Nicole Elizabeth LaValle؛ زادهٔ ۲۳ نوامبر ۱۹۸۷ با نام پولیزی (Polizzi))، که بیشتر با نام مستعارش اسنوکی (Snooki) شناخته می‌شود، یک شخصیت تلویزیون واقع نما و رقصنده امریکایی است که بیشتر بخاطر برنامه شبکه ام تی وی به‌نام ساحل جرسی و برنامه اسنوکی و جی‌واو معروف است. از شروع کارش در سال ۲۰۰۹، او با حضور در برنامه‌هایی مثل عقیده، شوی الن دی جنرس، جیمی کیمل لایو!، برنامه آخر وقت با دیوید لترمن و برنامه وندی ویلیامز محبوب شد. او هم چنین در سال ۲۰۱۱ به عنوان مجری مهمان در دبلیودبلیوئی راو حاضر شد و در همان سال در رسلمینیا ۲۷ مبارزه کرد.

## زندگی شخصی
پولیزی در شیلی، سانتیاگو به دنیا آمد. وقتی شش ماهه بود، به فرزندی گرفته شد و در خانواده‌ای ایتالیایی امریکایی بزرگ شد.
پدر پولیزی یک آتش نشان داوطلب و ناظر بخش بازیافت است و مادرش مدیر اداره است. پولیزی در مارلبورو، نیویورک زندگی می‌کند.
پولیزی در مدرسه راهنمایی وقتی لقب خود را بدست آورد که دوستانش بخاطر یک شخصیت مرد در آخرین رقص را با من انجام بده او را اسنوکی نامیدند. چون او اولین نفر بین دوستانش بود که یک پسر را بوسید. او در نیویورک بزرگ شد و به مدرسه رفت. در دبیرستان، او به اختلال خوردن دچار شد و وزنش به ۸۰ پوند (۳۶ کیلوگرم) رسید. پولیزی بعد از فارغ التحصیلی از مدرسه مارلبورو، به دانشگاه انجمنی رفت تا تکنسین دامپزشکی شود.
در مارس ۲۰۱۲، پولیزی نامزدی خود با جیونی لاول را اعلام کرد. اولین فرزند این زوج به نام لورنزو دامینیک لاول در ۲۶ آگوست ۲۰۱۲ متولد شد.
پولیزی در مارس ۲۰۱۳ در صفحه نخست مجله آس ویکلی ظاهر شد و ادعا کرد بعد از بارداری ۴۲ پوند وزن کم کرده‌است.
در ۴ آوریل، پولیزی در وبسایت و توییترش اعلام کرد که او و نامزدش، جیونی، منتظر فرزند دومشان هستند. جیووانا ماری لاول در ۲۶ سپتامبر ۲۰۱۴ متولد شد.
در ۲۹ نوامبر ۲۰۱۴، پولیزی با جیونی لاول ازدواج کرد.
طبق نتایج تبارشناسی ژنتیکی که در ژانویه ۲۰۱۴ در برنامه اسنوکی و جی واو نمایش داده شد، معلوم شد که اگرچه پولیزی متولد شیلی است، در واقع نژادش مخلوطی از رمانیایی‌های کرواسی، رمانیایی‌های مقدونیه، روسیه‌ای و اسلواکی است.

## مشکلات قانونی
در ۳۰ ژوئیه ۲۰۱۰، پولیزی در نیوجرسی بخاطر به هم زدن آرامش، رفتار ناامن و آزار مجرمانه دیگران دستگیر شد. در ۸ سپتامبر قاضی او را محکوم به پرداخت ۵۰۰ دلار جریمه و اجرای خدمت اجتماعی کرد. دستگیری او در فصل سوم برنامه ساحل جرسی نمایش داده شد.
در ۳۱ می ۲۰۱۱ در ایتالیا، بعد از اینکه با ماشین پارک شده پلیس برخورد کرد، برای مدت کوتاهی به بازداشتگاه برده شد. طبق گفته پلیس ایتالیایی، پولیزی اقرار کرد و آزاد شد. دو افسر پلیس دچار مجروحیت جزئی شدند.
در اواخر ۲۰۱۱، پولیزی از یک شرکت که با آن قرارداد بسته بود تا کالاهای برند اسنوکی را عرضه کند، بخاطر فسخ قرارداد شکایت کرد. بنا به گفته خودش این شرکت به اندازه کافی تلاش نکرده بود. به گفته شرکت، پولیزی و مدیرش با مذاکره مستقیم با تولیدکننده‌ها و تاخیر در تصمیم گیری، تلاش‌های شرکت را خراب کردند.